# باولو أورتادو
كريستوفر باولو سيزار أورتادو أويرتاس  (بالإسبانية: Cristopher Paolo César Hurtado Huertas)‏ (و. 1990  م) هو لاعب كرة قدم، ومدرب كرة قدم، من بيرو، ولد في كاياو، شارك في كأس العالم لكرة القدم 2018، يلعب كلاعب وسط.

## روابط خارجية
- باولو أورتادو على موقع اتحاد تركيا (لاعب) (الإنجليزية)
- باولو أورتادو على موقع قاعدة بيانات كرة القدم.إي يو (الإنجليزية)
- باولو أورتادو على موقع ناشيونال فوتبول تيمز (الإنجليزية)
- باولو أورتادو على موقع Soccerbase.com (لاعب) (الإنجليزية)
- باولو أورتادو على موقع Soccerway.com (الإنجليزية)
- باولو أورتادو على موقع عالم كرة القدم.نت (الإنجليزية)